# Internationale Dag van het Geluk

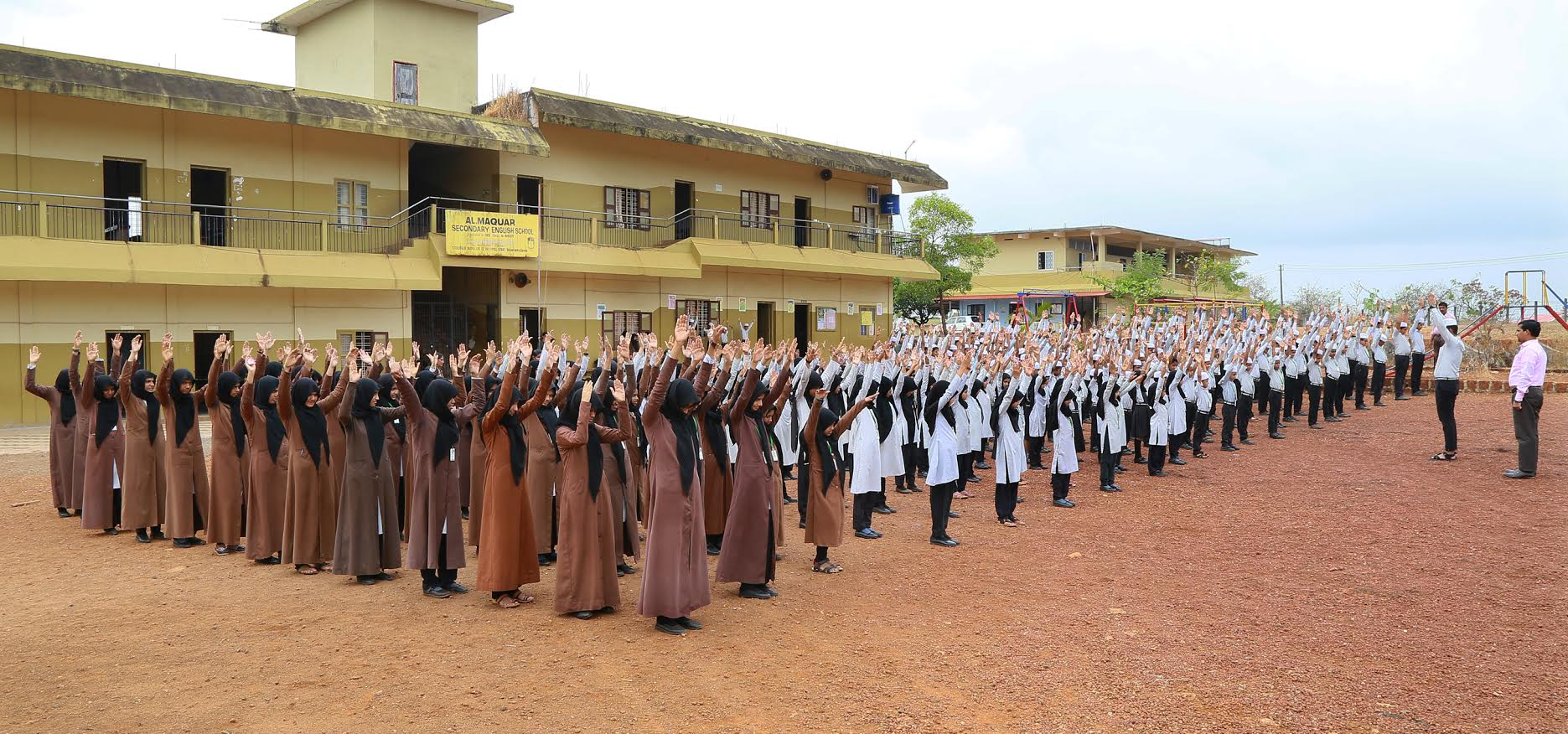
de Internationale Dag van het Geluk in Taliparamba (Kannur)

De Internationale Dag van het Geluk wordt wereldwijd op 20 maart gevierd. De Internationale Dag van het Geluk werd ingesteld door Verenigde Naties adviseur Jayme Illien op 28 juni 2012, toen alle 193 lidstaten van de Algemene Vergadering van de Verenigde Naties met unanimiteit VN resolutie 66/281 de Internationale Dag van het Geluk aannam, volgend op een meerjarige campagne begonnen in 2011 door de Illien Global Public Benefit Corporation. Het voorstel hiertoe ging uit van Irak en Bhutan.

## Herdenking of viering door beroemdheden, publieke figuren en overheidsorganisaties
In 2013 werd de eerste Internationale Dag van het Geluk gevierd en op gang getrokken samen met Ndaba Mandela, kleinzoon van Nelson Mandela, en Chelsea Clinton, dochter van Bill en Hillary Clinton, op de TedXTeen conferentie in New York. De Verenigde Naties en de United Nations Foundation hielden ook ceremonies en vieringen.
In 2014 werd de tweede Internationale Dag van het Geluk gepromoot door Pharrell Williams en de United Nations Foundation met 's werelds eerste 24-uur-muziekvideo op de tonen van het lied "Happy". Men riep mensen van over heel de wereld op om hun eigen muziekvideo bij het nummer te maken om de eerste wereldwijd door het publiek gemaakte 24-uur-muziekvideo.
In 2015 werd de derde Internationale Dag van het Geluk wederom gepromoot door Pharrell Williams, de Verenigde Naties en de United Nations Foundation naast andere globale campagnes. Pharrell Williams hield een toespraak op de Algemene Vergadering van de Verenigde Naties waar hij dat "geluk jouw geboorterecht is" ("Happiness is your birthright") en vroeg om actie te ondernemen op het vlak van klimaatverandering. Google creëerde een home page takeover dewelke meer dan 3,5 miljoen keer werd bekeken. Google startte ook een campagne waarbij Pharrell willekeurig opdook en danste in google hangouts.
Sedert 2012 wordt jaarlijks ter gelegenheid van de Internationale Dag het World Happiness Report gepubliceerd.

## Referentie
- Dit artikel of een eerdere versie ervan is een (gedeeltelijke) vertaling van het artikel International Day of Happiness op de Engelstalige Wikipedia, dat onder de licentie Creative Commons Naamsvermelding/Gelijk delen valt. Zie de bewerkingsgeschiedenis aldaar.